# Награди „Оскар“ (88-а церемония)
Осемдесет и осмата церемония по връчване на филмовите награди „Оскар“ се провежда на 28 февруари 2016 г. в Долби Тиътър в американския град Лос Анджелис. Номинациите са обявени на 14 януари по-рано същата година. Шоуто е излъчено по Ей Би Си.

## Награди и номинации по категория
| Най-добър филм | Най-добър режисьор |
| --- | --- |
| - Спотлайт - Големият залог - Мостът на шпионите - Бруклин - Лудия Макс: Пътят на яростта - Марсианецът - Завръщането - Стая | - Алехандро Гонсалес Иняриту – Завръщането - Лени Ейбрахамсън – Стая - Том Маккарти – Спотлайт - Адам Маккей – Големият залог - Джордж Милър – Лудия Макс: Пътят на яростта                                                                                           |
| Най-добра мъжка роля | Най-добра женска роля |
| - Леонардо ди Каприо – Завръщането - Брайън Кранстън – Тръмбо - Мат Деймън – Марсианецът - Майкъл Фасбендър – Стив Джобс - Еди Редмейн – Момичето от Дания | - Бри Ларсън – Стая - Кейт Бланшет – Каръл - Дженифър Лорънс – Джой - Шарлот Рамплинг – 45 години - Сърша Ронан – Бруклин |
| Най-добра поддържаща мъжка роля | Най-добра поддържаща женска роля |
| - Марк Райланс – Мостът на шпионите - Крисчън Бейл – Големият залог - Том Харди – Завръщането - Марк Ръфало – Спотлайт - Силвестър Сталоун – Крийд: Сърце на шампион | - Алисия Викандер – Момичето от Дания - Дженифър Джейсън Лий – Омразната осморка - Руни Мара – Каръл - Рейчъл Макадамс – Спотлайт - Кейт Уинслет – Стив Джобс |
| Най-добър оригинален сценарий | Най-добър адаптиран сценарий |
| - Спотлайт – Том Маккарти и Джош Сингър - Мостът на шпионите – Мат Чарман и братя Коен - Ex Machina: Бог от машината – Алекс Гарланд - Отвътре навън – Пит Доктър, Мег Лефов, Джош Кули и Рони дел Кармен - Бандата от Комптън – Джонатан Хърман, Андреа Берлоф, Ес Лий Савидж и Алън Уенкъс | - Големият залог – Адам Маккей и Чарлз Рандолф - Бруклин – Ник Хорнби - Каръл – Филис Наги - Марсианецът – Дрю Годард - Стая – Ема Донахю |
| Най-добър анимационен филм | Най-добър чуждоезичен филм |
| - Отвътре навън - Аномалиса - Момчето и светът - Овцата Шон: Филмът - 思い出のマーニー | - Синът на Саул (унгарски) - Война (датски) - Прегръдката на змията (испански) - Мустанг (турски) - Theeb (арабски) |
| Най-добър пълнометражен документален филм | Най-добър късометражен документален филм |
| - Ейми - Cartel Land - The Look of Silence - What Happened, Miss Simone? - Winter on Fire: Ukraine's Fight for Freedom | - A Girl in the River: The Price of Forgiveness - Body Team 12 - Chau, Beyond the Lines - Claude Lanzmann: Spectres of the Shoah - Last Day of Freedom |
| Най-добър късометражен игрален филм | Най-добър късометражен анимационен филм |
| - Stutterer - Alles Wird Gut - Ave Maria - Day One - Shok | - Bear Story - We Can't Live Without Cozmos - Prologue - Sanjay's Super Team - World of Tomorrow |
| Най-добра филмова музика | Най-добра оригинална песен |
| - Омразната осморка – Енио Мориконе - Мостът на шпионите – Томас Нюман - Каръл – Картър Бъруел - Сикарио – Йохан Йохансон - Междузвездни войни: Силата се пробужда – Джон Уилямс | - Сам Смит – „Writing's on the Wall“ (Спектър) - Дъ Уикенд – „Earned It“ (Петдесет нюанса сиво) - Антъни Хегърти и Джей Ралф – „Manta Ray“ (Racing Extinction) - Дейвид Ланг – „Simple Song #3“ (Младост) - Лейди Гага – „Til It Happens to You“ (The Hunting Ground) |
| Най-добър звуков монтаж | Най-добър звук |
| - Лудия Макс: Пътят на яростта - Марсианецът - Завръщането - Сикарио - Междузвездни войни: Силата се пробужда | - Лудия Макс: Пътят на яростта - Мостът на шпионите - Марсианецът - Завръщането - Междузвездни войни: Силата се пробужда |
| Най-добри декори | Най-добра кинематография |
| - Лудия Макс: Пътят на яростта - Мостът на шпионите - Момичето от Дания - Марсианецът - Завръщането | - Завръщането – Емануел Любецки - Каръл – Едуард Лакман - Омразната осморка – Робърт Ричардсън - Лудия Макс: Пътят на яростта – Джон Сийл - Сикарио – Роджър Дийкинс                                                                                                  |
| Най-добър грим и прически | Най-добри костюми |
| - Лудия Макс: Пътят на яростта - Стогодишният старец, който скочи през прозореца и изчезна - Завръщането | - Лудия Макс: Пътят на яростта - Каръл - Пепеляшка - Момичето от Дания - Завръщането |
| Най-добър филмов монтаж | Най-добри визуални ефекти |
| - Лудия Макс: Пътят на яростта – Маргарет Сиксъл - Големият залог – Ханк Коруин - Завръщането – Стивън Мириони - Спотлайт – Том Макардъл - Междузвездни войни: Силата се пробужда – Мериан Брандън и Мери Джо Марки                                                                          | - Ex Machina: Бог от машината - Лудия Макс: Пътят на яростта - Марсианецът - Завръщането - Междузвездни войни: Силата се пробужда |

## Множество номинации
| Заглавие на български                  | Оригинално заглавие          | Номинации | Награди |
| -------------------------------------- | ---------------------------- | --------- | ------- |
| Завръщането                            | The Revenant                 | 12        | 3       |
| Лудия Макс: Пътят на яростта           | Mad Max: Fury Road           | 10        | 6       |
| Марсианецът                            | The Martian                  | 7         |         |
| Мостът на шпионите                     | Bridge of Spies              | 6         | 1       |
| Каръл                                  | Carol                        | 6         |         |
| Спотлайт                               | Spotlight                    | 6         | 2       |
| Големият залог                         | The Big Short                | 5         | 1       |
| Междузвездни войни: Силата се пробужда | Star Wars: The Force Awakens | 5         |         |
| Момичето от Дания                      | The Danish Girl              | 4         | 1       |
| Стая                                   | Room                         | 4         | 1       |
| Бруклин                                | Brooklyn                     | 3         |         |
| Омразната осморка                      | The Hateful Eight            | 3         | 1       |
| Сикарио                                | Sicario                      | 3         |         |
| Ex Machina: Бог от машината            | Ex Machina                   | 2         | 1       |
| Отвътре навън                          | Inside Out                   | 2         | 1       |
| Стив Джобс                             | Steve Jobs                   | 2         |         |